# Badr El Kaddouri
Badr El Kaddouri (arabisch بدر القدوري, DMG Badr al-Qaddūrī; * 31. Januar 1981 in Casablanca) ist ein ehemaliger marokkanischer Fußballspieler.

## Karriere
El Kaddouri begann seine Karriere 2000 bei seinem Heimatklub Wydad Casablanca. Nach zwei Jahren wechselte er zu Dynamo Kiew. In seinen ersten fünf Jahren bei Kiew kam der in der Defensive vielseitig einsetzbare Linksfuß regelmäßig zum Einsatz, aber erst in der Saison 2008/09 stieg er zur Führungspersönlichkeit auf. In dieser Saison war er meistens der Kapitän von Dynamo Kiew, da der etatmäßige Kapitän, Oleksandr Schowkowskyj, seinen Stammplatz im Tor verloren hatte. Darüber hinaus half er seinem Team mit zum Einzug ins Halbfinale des UEFA-Cups 2008/09.
Im August 2011 verpflichtete der Schottische Verein Celtic FC El Kaddouri leihweise bis Jahresende. 2013 beendete El Kaddouri bei Kiew seine Karriere.
El Kaddouri spielt für die A-Nationalmannschaft seines Heimatlandes und nahm 2002, 2006 sowie 2008 an der Afrikameisterschaft teil. Außerdem nahm er mit Marokko an den Olympischen Sommerspielen 2004 teil.

## Erfolge
- Ukrainische Meisterschaft: 2003, 2004, 2007, 2009
- Ukrainischer Pokal: 2003, 2005, 2006, 2007
- Ukrainischer Superpokal: 2006, 2009
- Marokkanischer Pokal: 2001
- Teilnahme an einer Afrikameisterschaft: 2002 (kein Einsatz), 2006 (4 Einsätze), 2008 (3 Einsätze)
- Teilnahme an den Olympischen Sommerspielen 2004 (3 Einsätze)